# Cuonzo Martin
Cuonzo LaMar Martin (East St. Louis, 23 settembre 1971) è un ex cestista e allenatore di pallacanestro statunitense.

## Carriera

### Giocatore
Dopo aver frequentato la Lincoln High School nella sua città natale e la New Hampton Prep School nel New Hampshire, al college Martin sceglie Purdue, dove gioca per tutte e quattro le stagioni.
Scelto al secondo giro del draft 1995 dagli Atlanta Hawks, muove i primi passi da professionista nella CBA, con i Grand Rapids Mackers, ed in Porto Rico, con i Cariduros de Fajardo.
Seguono brevi apparizioni nella NBA, con i Vancouver Grizzlies prima, ed i Milwaukee Bucks poi.
Nel 1997 fa una fugace esperienza di 9 partite nella Serie A2 italiana ad Avellino, per poi tornare nella CBA con i Grand Rapids Hoops, di cui è capitano e principale realizzatore.
Termina la carriera anzitempo per problemi di salute.

### Allenatore
Nel 1999 comincia la carriera di allenatore come assistente alla West Lafayette High School, per proseguire la stagione successiva, sempre come assistente, nell'alma mater Purdue, di cui diventa capo allenatore associato nel 2007.
Nel 2008 inizia l'esperienza alla Missouri State University come capo allenatore.

## Caratteristiche tecniche
Buon realizzatore ed eccellente tiratore dalla distanza ai tempi del college, tra i professionisti (soprattutto nella NBA) non ha saputo ripetersi agli stessi livelli.

## Palmarès
- All-CBA Second Team (1997)
- CBA All-Rookie First Team (1996)